# Bêta-amyloïde
 (décembre 2013).
Si vous disposez d'ouvrages ou d'articles de référence ou si vous connaissez des sites web de qualité traitant du thème abordé ici, merci de compléter l'article en donnant les références utiles à sa vérifiabilité et en les liant à la section « Notes et références ».
 (décembre 2013).

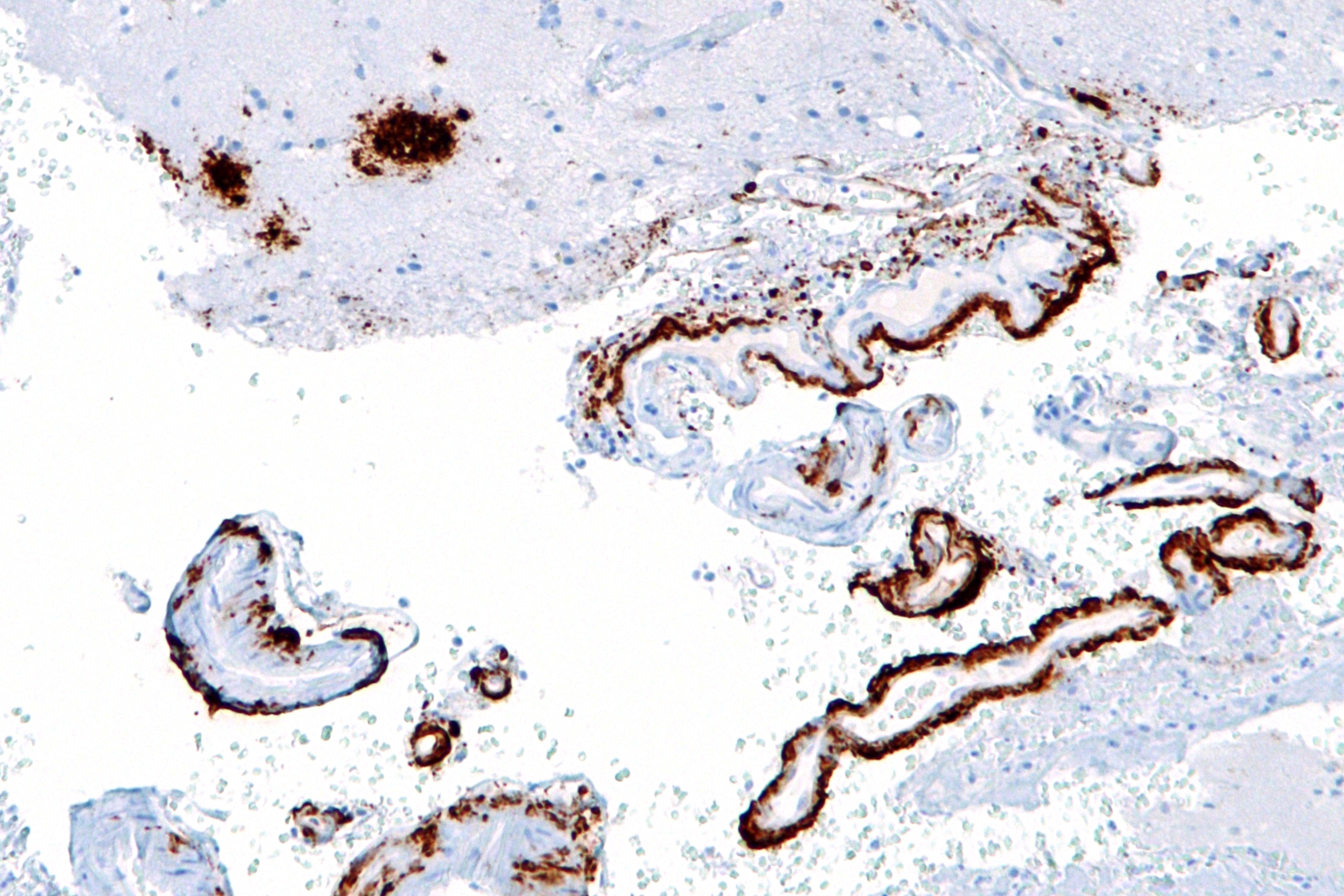
montrant une zone de protéines bêta-amyloïdes (en brun) formant des plaques séniles dans le cortex cérébral (en haut à gauche de l'image) et des vaisseaux sanguins cérébraux (à droite sur l'image). Cet échantillon est l'objet d'une immunocoloration.

Le peptide amyloïde bêta ou β-amyloïde est un peptide (une petite protéine) appartenant à la famille des substances amyloïdes. Dans certaines circonstances, il est néfaste pour le système nerveux central (sous l’influence de différents facteurs génétiques et environnementaux encore mal compris).
L'amyloïde bêta est au centre de l'hypothèse amyloïde qui est la théorie, formulée initialement par JA Hardy et GA Higgins en 1992, selon laquelle la maladie d'Alzheimer est causée par la présence de plaques amyloïdes dans le cerveau.
Cette théorie a conduit au développement de nombreuses recherches pour le développement de médicaments. Cependant, une controverse est apparue aux États-Unis en 2021 concernant sa réalité et l'intégrité de certains articles scientifiques la sous-tendant.

## Formation
Les peptides β-amyloïdes sont des protéines de 36 à 43 acides aminés. Ils sont principalement localisés dans le cerveau mais peuvent être aussi retrouvés dans la circulation sanguine.

## Provenance
Elle provient de la protéine précurseur de l'amyloïde (APP), une glycoprotéine transmembranaire qui a des fonctions dans la synaptogenèse, la migration neuronale, l'adhésion cellulaire et la signalisation cellulaire. 
Le gène codant la protéine précurseure de l'amyloïde est situé sur le locus q21.2 du chromosome 21. 
La protéine précurseur de l'amyloïde peut être clivée de deux façons :
1. en utilisant le chemin non amyloïdogénique, qui consiste en une coupure par l'alpha-sécrétase. Celle-ci clive en plein centre de la bêta-amyloïde et donne une protéine essentielle pour la plasticité neuronale ;
2. en utilisant le chemin amyloïdogénique qui consiste en une coupure par la bêta-sécrétase et par la gamma-sécrétase. Celles-ci vont cliver respectivement les parties N-terminale et C-terminale de la bêta-amyloïde.

Au fur et à mesure que les années passent, l'alpha-sécrétase est remplacée par la bêta-sécrétase. 
Donc, en vieillissant, les neurones ont plus de difficulté à transmettre un influx nerveux.

## Mécanismes d'action d'Aβ42
Lorsqu'il est clivé en position 42 (Aβ42) et non 40 (Aβ40), le peptide amyloïde bêta abaisse l'efficacité de la transmission cholinergique. Il existe plusieurs hypothèses expliquant cette action, en voici deux :
1. l'hypothèse de l'inflammation : les peptides amyloïdes s'agrègent et formes des plaques amyloïdes. Ces dernières sont phagocytées par la microglie (macrophages du système nerveux central) qui induit une réaction inflammatoire. Dans la mesure où cette réaction inflammatoire est prolongée, cela induit la mort des neurones cholinergiques de la bande diagonale de Brocca et du noyau basal de Meynert ;
2. l'hypothèse cholinergique : Aβ42 va diminuer la recapture de la choline par le canal DAT (dopamine transporteur). Ce canal, comme son nom l'indique, est nécessaire à la recapture de la choline par le bouton présynaptique. Cela entraîne une baisse de choline dans le neurone. Pour contrer cette baisse, le neurone va faire de l'autophagie membranaire, c'est-à-dire briser sa membrane pour libérer de la phosphatidylcholine qui est une source riche de choline. Elle va réduire l'activité de la choline acétyltransférase, soit l'enzyme nécessaire à la formation de l'acétylcholine à partir de l'acétyle et de la choline. Cette réduction entraîne aussi une diminution de la transmission synaptique. Elle va finalement moduler la réception d'acétylcholine en réduisant l'activité des récepteurs muscariniques. Cette baisse entraîne encore une fois une diminution de la transmission cholinergique.

En 2006, Sylvain Lesné de l'université du Minnesota, Twin Cities, a publié dans Nature un article qui sous-tend l'hypothèse amyloïde dominante mais controversée de la maladie d'Alzheimer, selon laquelle Aβ s'agglutine. En juillet 2022, cet article était cité par plus de 2 300 publications scientifiques.

## Maladies
Pour un article plus général, voir Protéinopathie.
Plusieurs maladies seraient reliées à l'agrégation de la bêta-amyloïde.
- La maladie d'Alzheimer, qui entraîne des dommages irréversibles sur les neurones. Ce sont d'abord le lobe temporal et l'hippocampe qui sont touchés. Ensuite, cela se propage dans les lobes frontaux et pariétaux touchant l'aire de la parole, de la planification et de la compréhension. Enfin les dommages se généralisent conduisant à la mort..
- Les angiopathies cérébrales amyloïdes : elles sont associées à la maladie d'Alzheimer. Elle entraîne un dépôt de bêta-amyloïde sur les parois des vaisseaux sanguins, augmentant ainsi les risques de rupture des vaisseaux.
- La démence à corps de Lewy. Cette forme de démence résulte d'une diminution de la production de dopamine avec perte de production d'acétylcholine. Elle est associée soit à la maladie de Parkinson soit à la maladie d'Alzheimer.
- La myopathie à corps d'inclusion. C'est une maladie inflammatoire musculaire des jambes et des bras.

## Pistes de traitements
La vaccination fait aussi l'objet de recherches (immunothérapie active). « La deuxième approche se fonde sur l’injection d’un peptide de structure proche, pour stimuler le système immunitaire et augmenter son efficacité à éliminer les protéines amyloïdes qui s’accumulent dans le cerveau ».
Selon les essais cliniques, cette stratégie induit une réaction immunitaire, mais sans réduction apparente des symptômes. Une piste serait d'appliquer le traitement plus tôt, avant l'apparition des symptômes, mais ceci pose des questions éthiques liées au diagnostic très précoce d'une maladie aujourd'hui incurable mais souvent assez tardive.
L'immunothérapie est la piste la plus explorée : des anticorps hautement spécifiques sont dirigés contre le peptide (immunothérapie passive). Après l'échec d'un essai sur plus de 2100 patients, le 23 novembre 2016 Eli Lilly (société ayant développé le solanezumab) a publiquement annoncé qu'elle abandonnait ce médicament pour le traitement de patients atteint d'un début de démence. Cette molécule qui avait suscité de grands espoirs s'ajoute aux nombreux autres anti-amyloïde testés à ce jour, tous sans succès. Toutefois, le donanemab, dirigé contre le bêta amyloïde sous forme de plaques, semble donner quelques résultats dans les formes précoces.

## Modèles animaux
Les modèles animaux, notamment les souris transgéniques, sont essentiels pour étudier le rôle du bêta-amyloïde dans les maladies neurodégénératives. En modifiant leur génome pour exprimer des formes humaines de la protéine précurseur du bêta-amyloïde (APP), ces modèles développent des plaques amyloïdes, reproduisant certains aspects de la maladie d'Alzheimer. D'autres organismes, comme le rat et le poisson-zèbre, permettent d'explorer l'impact du peptide sur la cognition et la neurodégénérescence. Cependant, ces modèles ne suggèrent pas toujours fidèlement la complexité des maladies humaines, d'où l'intérêt d'approches complémentaires comme les organoïdes cérébraux.

## Controverses
En août 2021, la Food and Drug Administration (FDA) américaine reçoit une pétition citoyenne demandant d'arrêter les essais cliniques du Simufilam fondés principalement sur des anomalies présumées dans les images des articles précliniques. À la suite de la publicité des allégations, d'autres scientifiques remettent également en question ces résultats, citant la petite taille de l'échantillon, les prétendus défauts méthodologiques d'une technique in vitro, les prétendues manipulations d'images western blot et les conflits d'intérêts potentiels.
Reuters rapporte le 27 juillet 2022 qu'une enquête criminelle sur Cassava Sciences avait été ouverte par le ministère de la Justice des États-Unis (DOJ) sur les résultats de recherche liés au médicament expérimental contre la maladie d'Alzheimer. Le Wall Street Journal déclare que la Securities and Exchange Commission (SEC) des États-Unis et le centre américain des maladies (National Institutes of Health, NIH) enquêtent également sur la manipulation des données par Cassava.
En août 2021, Matthew Schrag, un médecin et neuroscientifique à l'université Vanderbilt, est approché par un avocat travaillant sur le dossier Simulfan. Les éléments qu'il a découverts sont ensuite partagés par cet avocat dans la pétition à la FDA, et par Matthew Schrag à la NIH. Le magazine Science conduit alors une investigation de six mois comprenant la revue des suspicions et des questions soulevées par Schrag sur le travail de recherche de Lesné par des spécialistes de la recherche sur Alzheimer. Science demande également à Elisabeth Bik et Jana Christopher d'analyser ces travaux. Ces travaux ont confirmé les suspicions de fraude scientifique par manipulation d'image sur vingt publications de Lesné, dont dix portant sur Aβ*56. Science a rendu ses conclusions publiques dans un article de juillet 2022.

## Sources
- « In vitro and in vivo degradation of Aβ peptide by peptidases coupled to erythrocytes »
- « The Alzheimer's disease Beta-Secretase enzyme, BACE1 »
- « La maladie d'Alzheimer et ses peptides bêta-amyloïde »
- « Alzheimer: une histoire d'enzymes »